# Piramida Chefrena

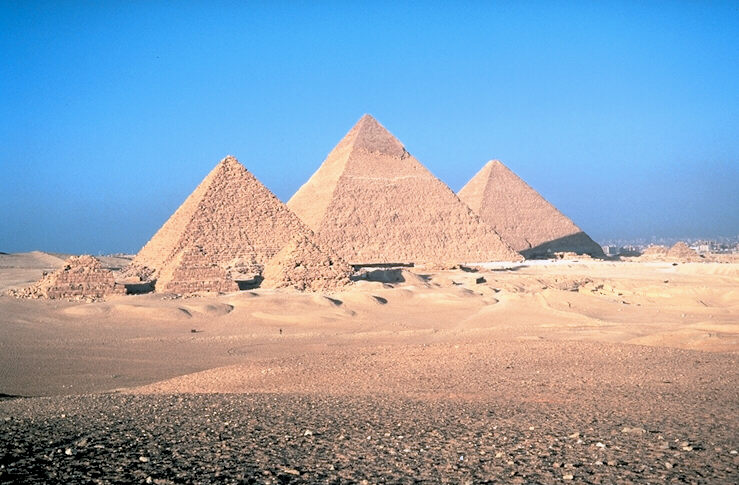
Kompleks piramid w Gizie. Od lewej: piramida Mykerinosa, Chefrena oraz piramida Cheopsa

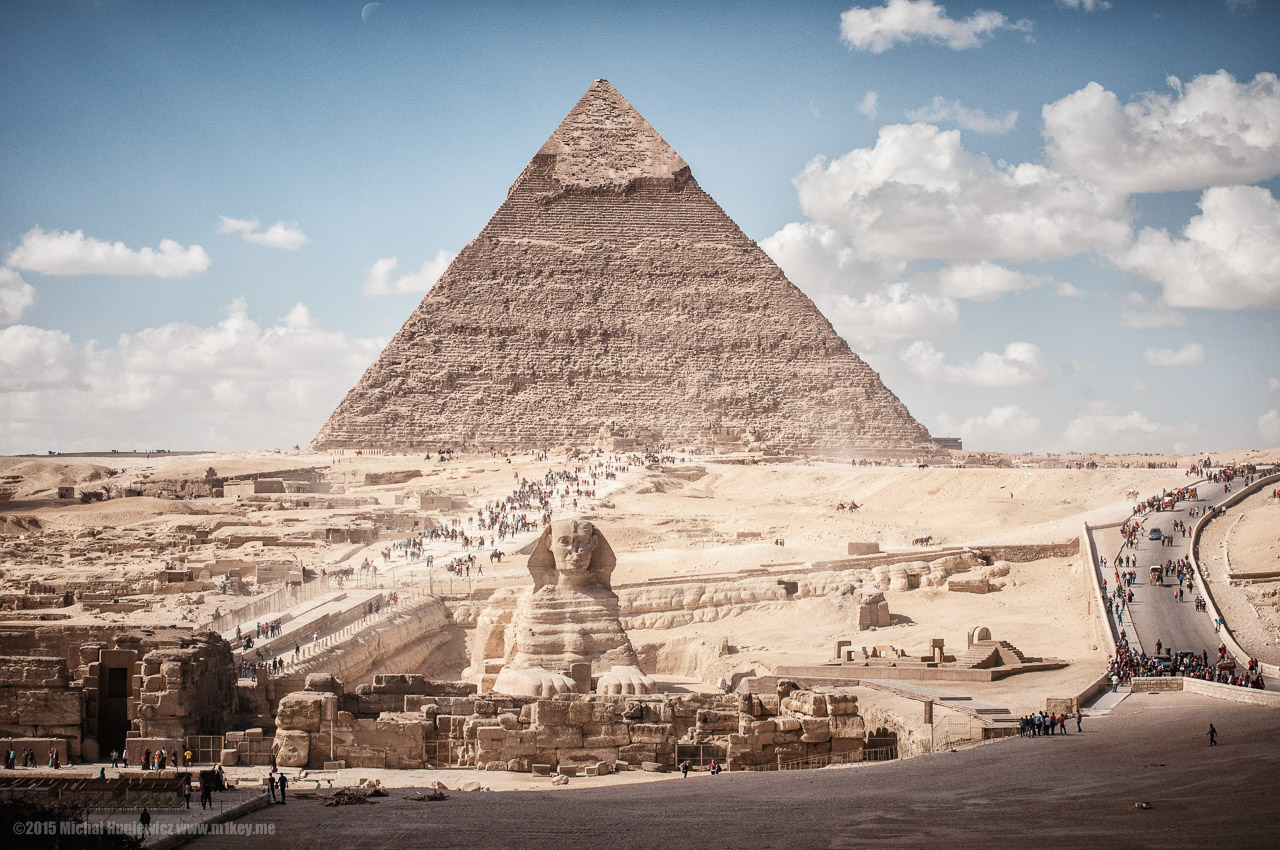
Piramida Chefrena i Wielki Sfinks

Piramida Chefrena – druga co do wielkości piramida w Gizie, grobowiec faraona Chefrena – czwartego z kolei władcy starożytnego Egiptu z IV dynastii, który przypuszczalnie był również budowniczym Wielkiego Sfinksa.

## Nazwa Piramidy
|             |     |    |
| \| \| \| \| |     |    |
|             |     |    |
| N5          | N28 | I9 |

| N5 | N28 | I9 |

|             |     |    |
| \| \| \| \| |     |    |
|             |     |    |
| N5          | N28 | I9 |

| N5 | N28 | I9 |

| G36 | O24 |

Uer-ChaefRe – Chefren jest Wielki.
Ukończenie piramidy Chefrena datuje się na ok. 2532 r. p.n.e., czyli u schyłku rządów tego faraona. Pierwotnie budowla ta wznosiła się na wysokość 143,5 m ponad poziom gruntu, jednak obecnie, w wyniku naturalnych procesów starzenia, ma tylko 136 m. Długość boku podstawy to 214,5 m, co daje ponad 46 000 m² zajmowanej przez nią powierzchni. Nachylona jest pod kątem 53°7'48", a ponieważ jest bardziej stroma od sąsiadujących z nią piramid i zbudowano ją na niewielkim podwyższeniu, może się wydawać, że jest największą z nich (patrz zdjęcie).
Do jej budowy użyto bloków skalnych ważących ok. 2,5 tony z wapienia sprowadzonego z półwyspu Synaj oraz z granitu z kamieniołomów w okolicach Abu Simbel. Jako jedyna posiada zachowane płyty okładzinowe, widoczne na jej wierzchołku. Waga niektórych z nich dochodzi do 7 ton.
Do wnętrza piramidy prowadzą dwa wejścia, jedno oddalone o kilka metrów od samej budowli, drugie na wysokości 11 m od ziemi. Oba korytarze prowadzą do komory grobowej, której dolna część została wykuta w skale. Na końcu komory znajduje się sarkofag wykonany z polerowanego granitu, a na południowej ścianie widnieje nazwisko badacza tej piramidy – Belzoni, umieszczone przez niego samego, oraz data 1818.